# The Score – An Epic Journey
The Score – An Epic Journey treći je studijski album nizozemske simfonijske metal grupe Epica i također album filmske glazbe za nizozemski film Joyride. Većina pjesama su instrumentalne, dok su četiri pjesme s vokalom Simone Simons drugačije verzije pjesama s albuma Consign to Oblivion koji je izašao ranije te iste godine. 

## Popis pjesmi
1. "Vengeance Is Mine"  – 1:54
2. "Unholy Trinity"  – 3:09
3. "Valley"  – 2:09
4. "Caught in a Web"  – 4:27
5. "Insomnia"  – 2:08
6. "Under the Aegis"  – 2:49
7. "Trois Vierges" (Solo Version)  – 4:42
8. "Mystica"  – 2:48
9. "Valley of Sins"  – 5:41
10. "Empty Gaze"  – 2:10
11. "The Alleged Paradigm"  – 2:26
12. "Supremacy"  – 3:22
13. "Beyond the Depth"  – 1:58
14. "Epitome"  – 1:19
15. "Inevitable Embrace"  – 3:52
16. "Angel of Death"  – 3:30
17. "The Ultimate Return"  – 4:50
18. "Trois Vierges" (Reprise)  – 2:07
19. "Solitary Ground" (Single Version)  – 4:08
20. "Quietus" (Score Version)  – 6:27